# Otto Baum
Otto Baum (Stetten, 15 de novembro de 1911 — 18 de junho de 1998) foi um militar alemão da Waffen-SS, comandante da 17ª Divisão SS "Götz von Berlichingen" e da 2ª Divisão SS "Das Reich".

## Sumário da carreira
- Distintivo de Ferido em Prata (21 de agosto de 1943)
- Cruz de Ferro (1939)
  - 2ª classe (25 de setembro de 1939)
  - 1ª classe (15 de junho de 1940)
- Distintivo da infantaria de assalto
- Cruz Germânica em Ouro (26 de dezembro de 1941)
- Escudo de Demyansk
- Cruz de Cavaleiro da Cruz de Ferro (8 de maio de 1942)
  - 277ª Folhas de carvalho (22 de agosto de 1943)
  - 95ª Espadas (2 de setembro de 1944)